# Тюрксевер, Эрдинч
Эрдинч Тюрксевер (тур. Erdinç Türksever, род. 30 ноября 1985) — турецкий горнолыжник, участник Зимних Олимпийских игр 2010 года.
Эрдинч выступает в международных соревнованиях с 2002 года, принимал участие в Чемпионатах мира среди юниоров 2004, 2005, взрослых чемпионатах мира 2005, 2007, Зимних Универсиадах 2005, 2007, 2009. Высшее достижение — 44 место в слаломе на Чемпионате мира-2007.
На Олимпиаде-2010 принимал участие в турнирах по слалому и гигантскому слалому, в обоих соревнованиях не смог завершить первую попытку.
В соревнованиях Кубка Мира участия не принимал. Одержал одну победу в соревнованиях FIS — в январе 2009 года в турецком Кайсери.